# Stadelhofen (Gößweinstein)
Stadelhofen ist ein Gemeindeteil des Marktes Gößweinstein im Landkreis Forchheim (Oberfranken, Bayern).

## Geografie
Das im Südwesten der Wiesentalb gelegene Dorf befindet sich etwa drei Kilometer ostsüdöstlich von Gößweinstein und liegt auf einer Höhe von 471 m ü. NHN.

## Geschichte
Bis zum Beginn des 19. Jahrhunderts unterstand Stadelhofen der Landeshoheit des Hochstifts Bamberg. Die Dorf- und Gemeindeherrschaft wurde dabei von dessen Amt Gößweinstein in seiner Funktion als Vogteiamt ausgeübt. Auch die Hochgerichtsbarkeit stand diesem Amt zu, dies in seiner Rolle als Centamt. Als das Hochstift Bamberg infolge des Reichsdeputationshauptschlusses 1802/03 säkularisiert und unter Bruch der Reichsverfassung vom Kurfürstentum Pfalz-Baiern annektiert wurde, wurde damit Stadelhofen zum Bestandteil der während der „napoleonischen Flurbereinigung“ in Besitz genommenen neubayerischen Gebiete.
Durch die Verwaltungsreformen zu Beginn des 19. Jahrhunderts im Königreich Bayern wurde Stadelhofen mit dem Zweiten Gemeindeedikt 1818 eine Ruralgemeinde, zu der die Dörfer Allersdorf, Bösenbirkig und Sachsendorf, die beiden Weiler Geiselhöhe und Siegmannsbrunn sowie die Einöde Prügeldorf gehörten. Im Zuge der Gebietsreform in Bayern wurde die Gemeinde Stadelhofen am 1. Januar 1972 zunächst in den Markt Gößweinstein eingegliedert, Siegmannsbrunn allerdings wurde sechs Jahre später nach Pottenstein umgemeindet. Im Jahr 1987 zählte Stadelhofen 84 Einwohner.

## Verkehr
Die Anbindung an das öffentliche Straßennetz wird hauptsächlich durch die Staatsstraße 2191 hergestellt, die aus dem Norden von Gößweinstein her kommend in südsüdwestlicher Richtung nach Kleingesee weiterführt. Zwei Gemeindeverbindungsstraßen verbinden den Ort zudem mit Sachsendorf im Ostnordosten und Allersdorf im Süden.

## Baudenkmäler

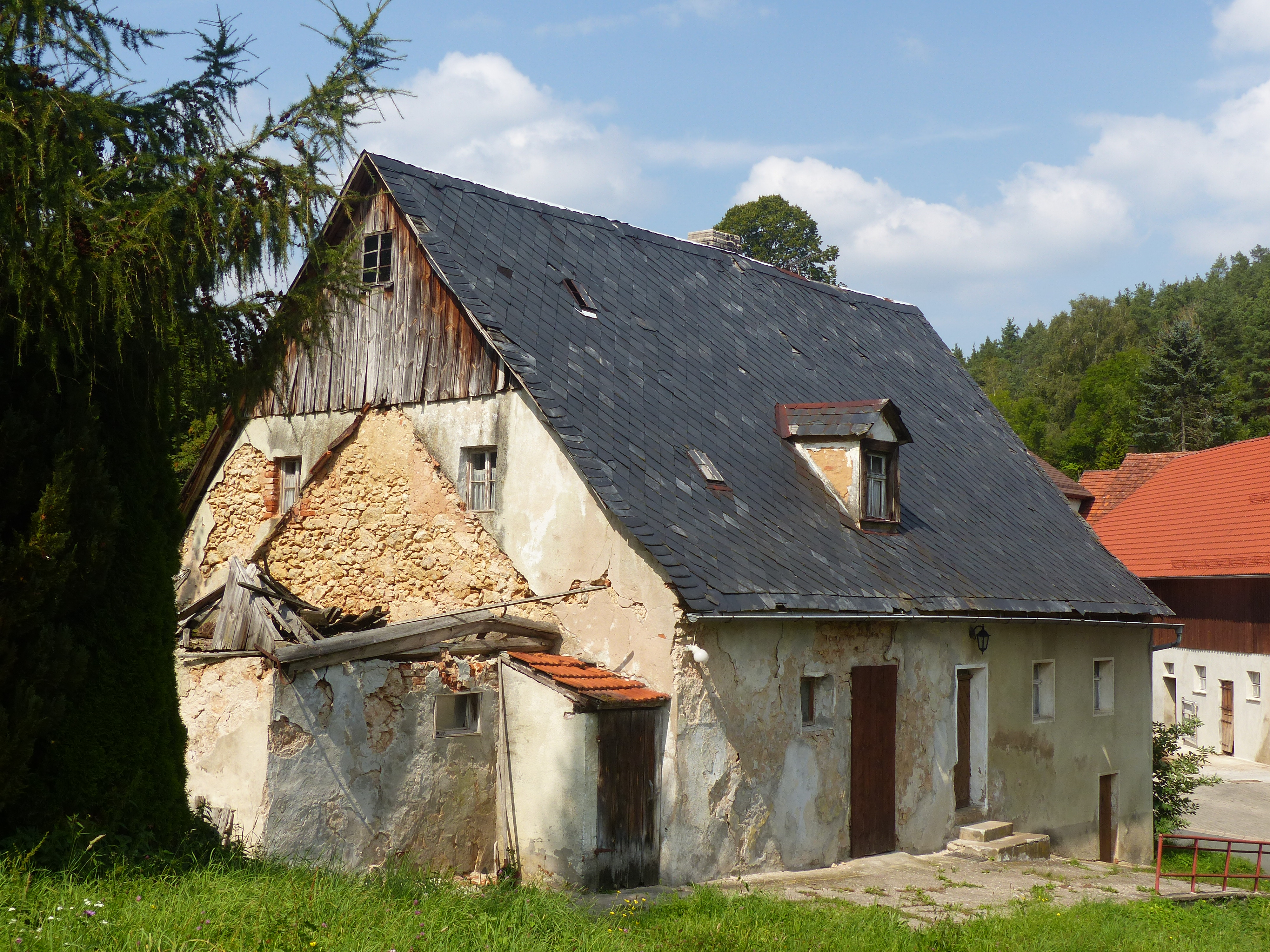
Aus der ersten Hälfte des 18. Jh. stammendes Bauernhaus

In Stadelhofen gibt es zwei denkmalgeschützte Bauwerke, nämlich ein aus der ersten Hälfte des 18. Jahrhunderts stammendes Bauernhaus und eine Kapelle, deren Kern auf die zweite Hälfte 15. Jahrhunderts zurückgeht.